# Robert H. Socolow

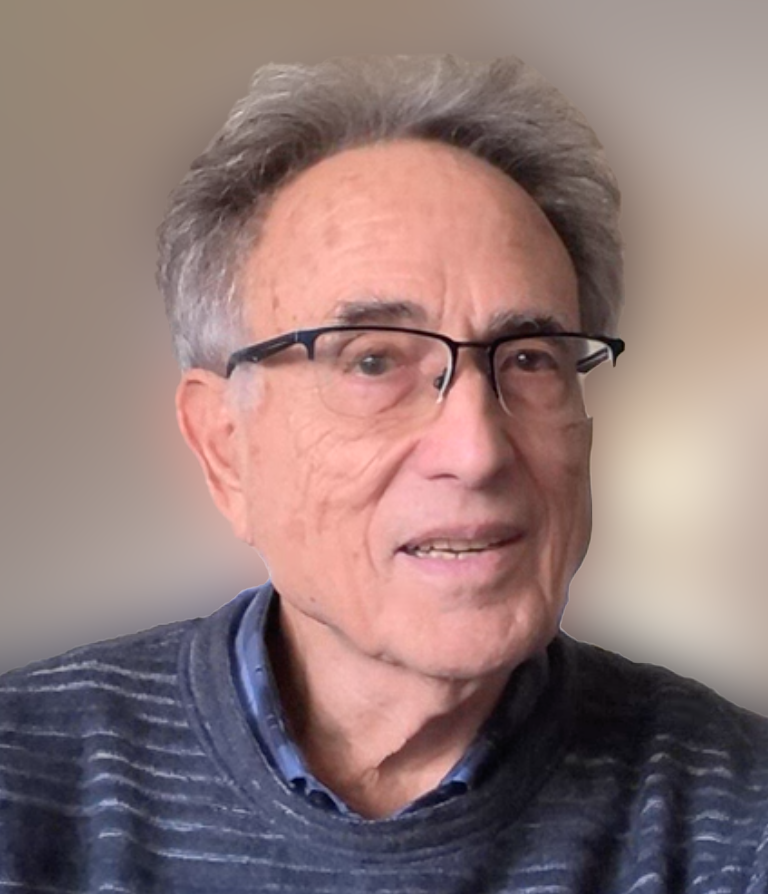
Robert H. Socolow, 2024

Robert Harry Socolow (* 27. Dezember 1937 in New York City) ist ein US-amerikanischer Physiker und Ingenieurswissenschaftler. Er befasst sich mit Umwelt- und Energiepolitik.
Robert Socolow studierte Physik an der Harvard University mit dem Bachelor-Abschluss 1959, dem Master-Abschluss 1961 und der Promotion in theoretischer Hochenergiephysik 1964. Als Postdoktorand war er in Berkeley und am CERN. 1970 war er mit einer Junior Faculty Fellowship an der Princeton University und 1971 am Institute for Advanced Study. 1966 wurde er Assistant Professor für Physik in Yale, 1971 Associate Professor an der Princeton University in der Abteilung Luftfahrttechnik und Mechanik und 1977 Professor. Von 1978 bis 1998 war er dort Direktor des Center for Environmental Studies. 2013 wurde er emeritiert.
Mit dem Ökologen Stephen Pacala ist er leitender Wissenschaftler der Carbon Mitigation Initiative in Princeton, ein auf 20 Jahre (ab 2000) angelegtes Forschungsprojekt (gefördert von BP und vorher von Ford) zum Management des globalen Kohlenstoff-Haushalts und Kohlendioxid-Sequestrierung.
2003 erhielt er den Leo Szilard Lectureship Award für seine Führungsrolle bei der Etablierung von Umwelt- und Energiestudien als legitimes Forschungsgebiet für Physiker und sein Nachweis, dass diese weitgefassten Probleme mit höchsten wissenschaftlichen Standards angegangen werden können (Laudatio). Er war in den Komitees der National Academies America's Energy Future und America's Climate Choices und Mitglied des Grand Challenges for Engineering Committee der National Academy of Engineering.
Socolow ist Fellow der American Physical Society, der American Association for the Advancement of Science und der American Academy of Arts and Sciences. 1976/77 war er mit einem Guggenheim-Stipendium an den Cavendish Laboratorien in Cambridge.
Von 1992 bis 2002 war er Herausgeber von Annual Review of Energy and the Environment.

## Schriften
- mit John Harte: Patient Earth, Holt, Rinehart and Winston 1972
- Saving Energy in the Home: Princeton's Experiments at Twin Rivers, Harper Collins 1979
- Herausgeber mit anderen: Industrial Ecology and Global Change. Cambridge University Press, 1994.
- mit S. W. Pacala: Stabilization wedges: Solving the climate problem for the next 50 years with current technologies, Science, Band 305, 2004, S. 968–972
- mit M. Desmond, R. Alnes, J. Blackstock, O. Bolland, T. Kaarsberg, N. Lewis, M. Mazzotti, A. Pfeffer, K. Sawyer, J. Siirola, B. Smit, J. Wilcox:  Direct Air capture of CO2 with chemicals: A technology assessment for the APS Panel on Public Affairs, American Physical Society 2011
- Truths We Must Tell Ourselves to Manage Climate Change,  Vanderbilt Law Review, Band 65, 2012, S. 1455–1478
- Climate Change and Destiny Studies: Creating Our Near and Far Futures, Bulletin of the Atomic Scientists, Band 71, 6. November 2015.